# Vokeo
Vokeo is een vulkanisch eiland in Papoea-Nieuw-Guinea. Het is 16 km² groot en het hoogste punt is 610 meter.
De volgende zoogdieren komen er voor:
- Kortstaartbuideldas (Echymipera kalubu)
- Phalanger orientalis
- Petaurus breviceps
- Pteropus conspicillatus (onzeker)
- Syconycteris australis
- Hipposideros cervinus